# 廃皇后 (順治帝)
廃皇后（はいこうごう）は、清の順治帝の皇后。モンゴル・ホルチン部の出身。名はエルデニブンバ。姓はボルジギト（博爾済吉特）氏（Borjigit hala）。

## 経歴
父ウクシャン（烏克善）は孝荘文皇后（順治帝の生母）の兄であった。順治帝の側妃の悼妃は従妹、順治帝の2番目の皇后にあたる孝恵章皇后と、その妹でやはり順治帝の側妃の淑恵妃は従姪にあたる。
順治8年（1651年）、叔母に当たる孝荘文皇后や、彼女と結び権力を握っていたドルゴン（順治帝の叔父で摂政王）により順治帝の正妃に選ばれ、皇后となった。
彼女は容姿や振る舞いは美しく、非常に聡明で器用だとされていたものの、嫉妬深く、浪費癖があり、わがままで傲慢なところがあった。そのため、順治帝との間に亀裂が生じ、また順治帝が憎んでいたドルゴンに選ばれていたこともあり、順治10年（1653年）に皇后の位を廃され、静妃に降格された。その後は故郷のホルチン部に戻ったともされているが、よくわかっていない。

## 伝記資料
- 『清史稿』